# 久野工
久野 工（ひさの たくみ、1874年〈明治7年〉11月10日 - 1960年〈昭和35年〉6月3日）は、日本の海軍軍人、実業家、政治家。神奈川県横須賀市長。海軍主計中将正四位勲二等。

## 経歴・人物
旧土佐藩士・久野克記と母・亀の長男として高知県土佐郡久万村（初月村を経て現・高知市）に生まれ、1922年（大正11年）家督を相続する。1891年（明治24年）高知県尋常中学海南学校（現・高知県立高知小津高等学校）を経て、明治法律学校2年修了。
1896年（明治29年）海軍少主計候補生を命ぜられ、佐世保海兵団附、佐世保鎮守府監督部附を経て、1905年（明治38年）海軍主計少監に進む。ついで、英国出張（鹿島回航委員）に赴き、1910年（明治43年）造船造兵監督会計官に任官すると、英国へ再度赴任し、1912年（明治45年）帰朝する。
1913年（大正2年）12月に海軍省経理局員兼海軍経理学校教官に任じ、1914年（大正3年）12月に海軍主計大監に進む。ついで、経理局第二課長、同局主席局員、同局第一課長を歴任し、1919年（大正8年）12月に海軍主計少将に進み、軍令部に出仕し経理局第一課長事務取扱となる。さらに、舞鶴経理部長、横須賀経理部長を経て、1923年（大正12年）12月1日、海軍主計中将に進級と同時に軍令部に出仕し、同月10日待命仰せつけられ、翌年の1924年（大正13年）1月に予備役編入となった。
のち民間に転じ、高知鉄道や藤永田造船所の重役を務め、1938年（昭和13年）9月に推挙され横須賀市長に就任。1941年（昭和16年）1月に退任した。
戦後、公職追放を受けた。
1960年（昭和35年）6月3日、没。85歳。墓所は神奈川県藤沢市および高知市小高坂山。

## 伝記
- 山口立 編『海軍主計中将久野工』久野登久子、1990年。

## 親族
- 長女：知子（高千穂学校長・川田鉄弥の次男、正清に嫁ぐ）[1]
- 岳父：森田伊織（高知県多額納税者、農業）[1][8]